# Warazdat Awetisjan
Warazdat Awetisjan (orm.: Ավետիսյան Վարազդատ, ur. 11 października 1972) – ormiański piłkarz występujący na pozycji napastnika. Trener piłkarski.

## Kariera klubowa
Awetisjan karierę rozpoczynał w 1990 roku w Malatii Erywań, grającej w czwartej lidze radzieckiej. W tym samym roku przeszedł do pierwszoligowego Araratu Erywań. W 1992 roku rozpoczął grę dla Homenetmenu Erywań, występującego w pierwszej lidze ormiańskiej. W tym samym roku zdobył z nim mistrzostwo Armenii. W 1995 roku klub zmienił nazwę na Piunik Erywań. Awetisjan wywalczył z nim dwa mistrzostwa Armenii (1996, 1997), a także Puchar Armenii (1996).
W 1997 roku Awetisjan został zawodnikiem belgijskiego Berchem Sport (IV liga), jednak w 1998 roku wrócił do Piunika. W trakcie sezonu 1998 przeniósł się do zespołu Jerewan FA,
a w 2000 roku odszedł stamtąd do Miki Asztarak. Następnie występował w Araracie Erywań, a w 2001 roku grał w Piuniku Erywań, z którym zdobył kolejne mistrzostwo Armenii.
W 2002 roku Awetisjan przeszedł do Bananca Erywań, gdzie po sezonie 2002 zakończył karierę.

## Kariera reprezentacyjna
W reprezentacji Armenii Awetisjan zadebiutował 8 października 1994 w zremisowanym 0:0 meczu eliminacji Mistrzostw Europy 1996 z Cyprem, a 25 czerwca 1996 w wygranym 2:1 towarzyskim pojedynku z Paragwajem strzelił swojego jedynego gola w kadrze. W latach 1994–1998 w drużynie narodowej rozegrał 21 spotkań.